# Ойтрих

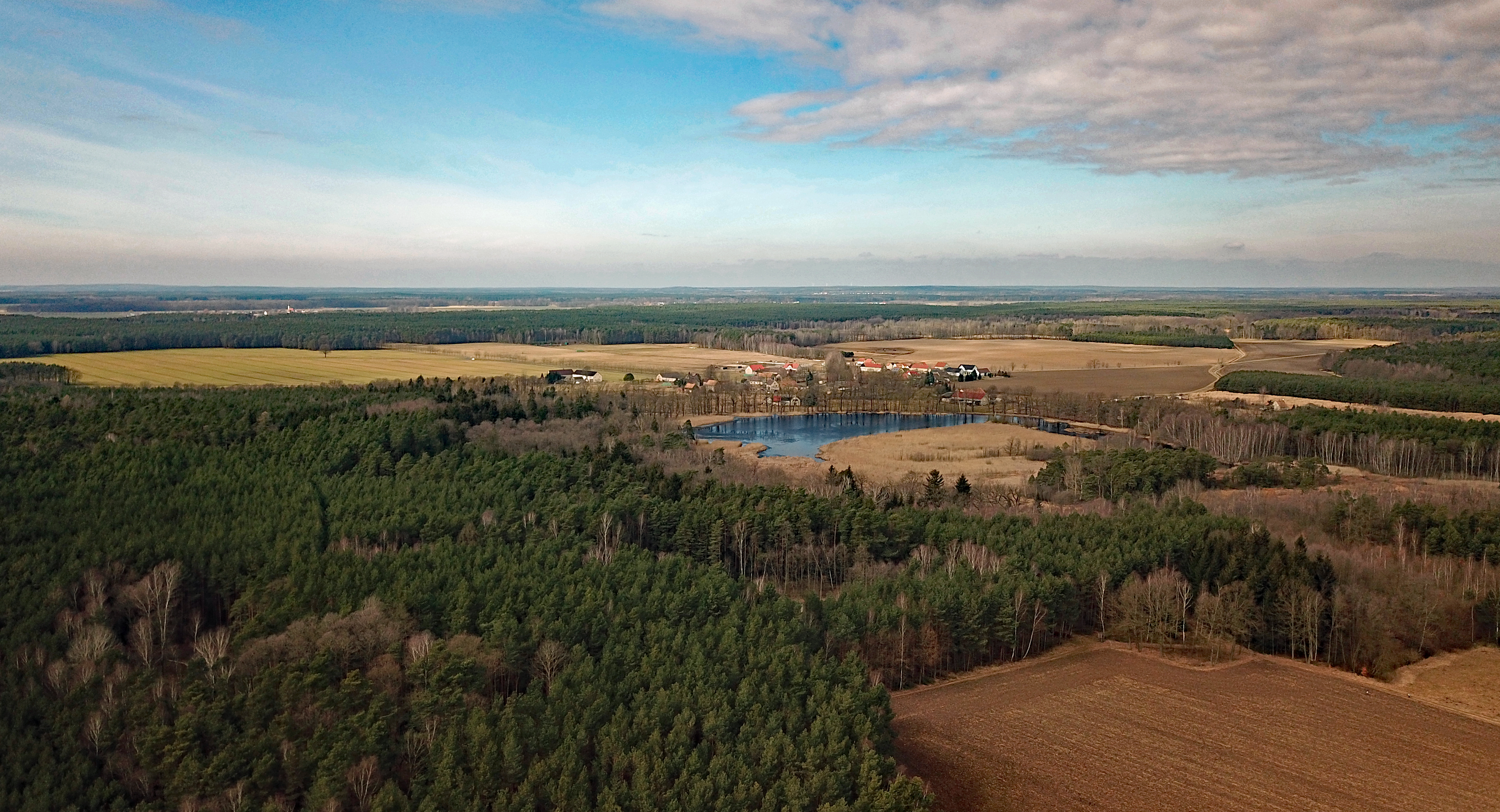

О́йтрих или Йитк (нем. Eutrich; в.-луж. Jitk) — деревня в Верхней Лужице, Германия. Входит в состав коммуны Кёнигсварта района Баутцен в земле Саксония. Подчиняется административному округу Дрезден.

## География
Находится в южной части района Лужицких озёр примерно в 16 километрах северо-восточнее от Баутцена и в трёх километрах западнее от административного центра коммуны Кёнигсварта.
восточнее административного центра коммуны деревни Кёнигсварта на автомобильной дороге S 101. На востоке располагается деревня Йеньшецы.

## История
Деревня имеет древнеславянскую круговую форму построения домов с площадью в центре. Впервые упоминается в 1419 году под наименованием Itzig.
С 1950 года входит в современную коммуну Кёнигсварта.
В настоящее время деревня входит в состав культурно-территориальной автономии «Лужицкая поселенческая область», на территории которой действуют законодательные акты земель Саксонии и Бранденбурга, содействующие сохранению лужицких языков и культуры лужичан.
Исторические немецкие наименования
- Itzig, 1419
- Edrigk, Eytrugk, 1507
- Ewtricht, 1518
- Vtrich, 1522
- Eyttrich, 1536
- Eutrich, 1768
- Eitrich, 1843

## Население
Официальным языком в населённом пункте, помимо немецкого, является также верхнелужицкий язык.
Согласно статистическому сочинению «Dodawki k statisticy a etnografiji łužickich Serbow» Арношта Муки в 1884 году в деревне проживало 194 человека (из них — 192 серболужичанина (98 %)).
| 1834 | 1871 | 1890 | 1910 | 1925 | 1939 | 1946 |
| ---- | ---- | ---- | ---- | ---- | ---- | ---- |
| 117  | 129  | 146  | 135  | 132  | 113  | 126  |